# Radviliškis
Radviliškis ( escoltar (?·pàg.) és una ciutat a Lituània situada en el districte municipal de Radviliškis. Radviliškis ha estat el centre administratiu del districte des de 1950, i és un important enllaç ferroviari. .

## Història
Radviliškis va ser fundada a la fi del segle xv. Va ser esmentada per primera vegada en el llibre d'economia de l'estat de M. Downar-Zapolsky que enumera les ciutats dels contribuents el 1567. Joan III Sobieski, rei de Lituània i Polònia, l'any 1687 va concedir el dret de celebrar mercat a la ciutat.
Radviliškis va ser devastat moltes vegades per les forces militars i per plagues de pesta i de fam dels segles xvii i XIX.
El creixement de la ciutat es va iniciar quan es van construir les línies fèrries primer el 1870 la de Liepāja-Romny i el 1873 la de Radviliškis-Daugavpils. La majoria dels seus ciutadans estaven emprats com a ferroviaris.

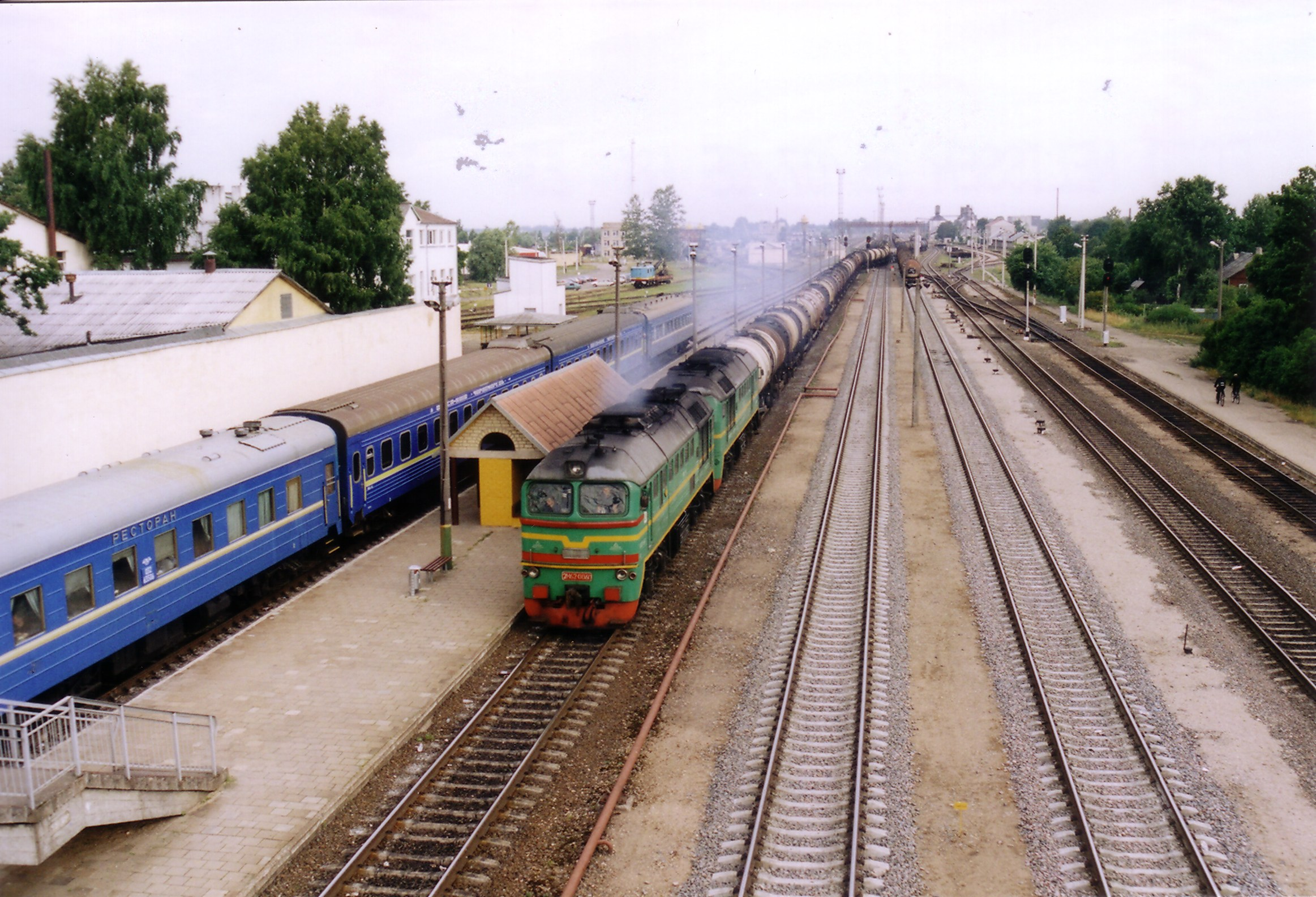
Estació del tren a Radviliškis

El 1999, una escultura de la deessa de la victòria Nike es va col·locar en el centre de Radviliškis per commemorar el vuitantè aniversari de la victòria sobre els exèrcits d'Alemanya-Rússia (Exèrcit de voluntaris de Rússia occidental). Va ser realitzada per l'escultor P. Mazuras.

## Nom i escut d'armes
Suposadament, el nom es va originar a partir de la noble família Radziwiłł. Aquesta família va governar Radviliškis durant més de 200 anys, des de 1546 fins a 1764.
Un cavall en actitud aixecat i amb sortida de llum de la seva boca, es representa a l'escut d'armes de Radviliškis, simbolitza la comunicació, el moviment i el desenvolupament de la ciutat. El llum és un símbol de la funció de la civilització en el desenvolupament de la ciutat. Va ser creat per l'artista Laima Ramonienė el 1992.